# Melodi Grand Prix 2021
La cinquantanovesima edizione del Melodi Grand Prix si è tenuta dal 16 gennaio al 20 febbraio 2021 e ha selezionato il rappresentante della Norvegia all'Eurovision Song Contest 2021.
Il vincitore è stato Tix con Fallen Angel.

## Organizzazione
Dopo la cancellazione dell'Eurovision Song Contest 2020 a causa della pandemia di COVID-19, l'emittente norvegese Norsk rikskringkasting (NRK) aveva confermato la sua presenza nell'edizione 2021, ospitata nuovamente dalla città olandese di Rotterdam, il 26 marzo 2020, annunciando inoltre l'organizzazione della 59ª edizione del Melodi Grand Prix per selezionare il proprio rappresentante. Nonostante l'offerta di NRK di prendere parte alla selezione come finalista ad Ulrikke Brandstorp, vincitrice dell'edizione precedente, quest'ultima ha declinato l'offerta. Tuttavia si esibirà nella serata finale dell'evento come Interval Act. L'emittente ha dato la possibilità agli artisti di inviare le proprie canzoni dal 15 maggio al 16 agosto 2020, con il limite che ciascuna di esse doveva essere scritta da almeno un cittadino norvegese e che lo stesso compositore non poteva inviare più di tre proposte.
Il format della selezione ha subito leggere modifiche rispetto all'edizione precedente. Rimane invariato l'utilizzo delle semifinali, in cui 20 dei 26 artisti partecipanti gareggeranno per ottenere un posto in finale. Successivamente, il giorno successivo all'ultima semifinale, verrà disputato il ripescaggio ove i 15 artisti eliminati hanno un'ultima possibilità per poi culminare in una serata finale più lunga delle precedenti.
Per il secondo anno consecutivo la finale si è tenuta al di fuori della capitale norvegese, venendo ospitata dall'Arena H3 di Fornebu, nel comune di Bærum.

### Format
L'evento si è articolato in cinque semifinali da 4 partecipanti e una finale da 12 partecipanti (5 qualificati dalle semifinali, 1 qualificato dal ripescaggio e 6 pre-qualificati) articolata in 3 fasi: prima, seconda e duello.
Le semifinali, si articoleranno in due round e hanno promosso un finalista ciascuna; durante ogni semifinale si sono esibiti, uno ad uno, i finalisti pre-qualificati, ad eccezione della prima semifinale dove si sono esibiti due finalisti.
La serata finale si è articolata in tre round di voto: il primo ha promosso i primi quattro classificati tra i 10 partecipanti, il secondo ha decretato la composizione del duello e l'ultima fase ha premiato il vincitore della manifestazione.

#### Votazione
In tutte e sette le serate, i punteggi sono stati calcolati tramite televoto, mentre una giuria di esperti guidata da Stig Karlsen, capo della delegazione norvegese all'Eurovision Song Contest, ha selezionato 6 artisti rendendoli finalisti di diritto.
Per evitare problemi con il televoto, così come è accaduto durante la serata finale dell'edizione precedente, Stig Karlsen ha annunciato che l'emittente metterà in atto diverse soluzioni di riserva e dei piani solidi.

## Partecipanti
I ventisei partecipanti sono stati annunciati ciclicamente ogni lunedì, 5 giorni prima delle rispettive semifinali:
| Artista                       | Brano                | Lingua                       | Compositori |
| ----------------------------- | -------------------- | ---------------------------- | --- |
| Ane.Fin                       | Walking in My Sleep  | Inglese                      | Ane Caroline Finstad, Niklas Rosström, Espen Andreas Fjeld, Kim Rune Hagen, Vebjørn Jernberg                                                                                       |
| Atle Pettersen                | World on Fire        | Inglese                      | Atle Pettersen, Jesper Borgen, Magnus Clausen, Alexander Pavelich, Peter Daniel Newman                                                                                             |
| Beady Belle                   | Playing with Fire    | Inglese                      | Beady Belle |
| Big Daddy Karsten             | Smile                | Inglese                      | Karsten Dahl Marcussen, Are Næsset, Pål Gauslaa Sivertzen |
| Blåsemafian feat. Hazel       | Let Loose            | Inglese                      | Jørgen Lund Karlsen, Sigurd Evensen, Stig Espen Hundsnes, Benjamin Sefring, Caroline Teigen                                                                                        |
| Daniel Owen                   | Psycho               | Inglese                      | Daniel Elmrhari, Paria Ahmadzade, Marius Hongve, Henrik Høven, Patrick Brizard, Jørgen Troøyen, Leif Inge Fosen, Marcus Nilsen Ulstad                                              |
| Dinaye                        | Own Yourself         | Inglese, amarico             | Christian Ingebrigtsen, David Thulin, Dina Matheussen |
| Emmy                          | Witch Woods          | Inglese                      | Olli Äkräs, Elsa Søllesvik, Morten Franck |
| Imerika                       | I Can't Escape       | Inglese                      | Erika Dahlen, Bjørn Olav Edvardsen, Morten Franck, Ben Adams |
| Jorn                          | Faith Bloody Faith   | Inglese                      | Åge Sten Nilsen, Jørn Lande, Eirik Renton, Kjell Åge Karlsen |
| Kaja Rode                     | Feel Again           | Inglese                      | Magnus Martinsen, Mirjam Johanne Omdal, Andreas Gjone, Erika Dahlen |
| Keiino                        | Monument             | Inglese, sami settentrionale | Tom Hugo Hermansen, Alexander Nyborg Olsson, Fred Buljo, Alexandra Rotan, Rüdiger Schramm                                                                                          |
| Ketil Stokkan                 | My Life Is OK        | Inglese                      | Ketil Stokkan |
| KiiM                          | My Lonely Voice      | Inglese                      | Kim Rune Hagen, Espen Andreas Fjeld, Vebjørn Jernberg, Niklas Rosström |
| Landeveiens Helter            | Alt det der          | Norvegese                    | Lars-Erik Blokkhus, Petter Bjørklund Kristiansen, Thor-Erik Claussen |
| Maria Solheim                 | Nordlyset            | Norvegese                    | Andreas Gjone, Camilla North, Elsbeth Rehder, Torgeir Ryssevik, Maria Solheim |
| Marianne Pentha & Mikkel Gaup | Pages                | Inglese, sami settentrionale | Vanessa Liftig, Robin Lynch, Marianne Pentha, Mikkel Gaup |
| Ole Hartz                     | Vi er Norge          | Norvegese                    | Rein Mellbye Van Vliet, Eirik Næss, Ole F. Hartz Gravbråten, Magnus Hagen Clausen, Petter Bjørklund Kristiansen                                                                    |
| Raylee                        | Hero                 | Inglese                      | Andreas Stone Johansson, Anderz Wrethov, Laurell Barker, Thomas Stengaard, Frazer Mac                                                                                              |
| Rein Alexander                | Eyes Wide Open       | Inglese                      | Rein Alexander Korshamn, Christian Ingebrigtsen, Kjetil Mørland |
| River                         | Coming Home          | Inglese                      | Thomas Heiland, Lennart Karlsen, Magnus Claussen, Simen Meland Handeland, Tommy La Vardi                                                                                           |
| Royane                        | Circus               | Inglese                      | Royane Harkati |
| Stavangerkameratene           | Barndomsgater        | Norvegese                    | Tommy Fredvang, Lars Horn Lavik, Robin Sharma, Glenn Lyse |
| Stavangerkameratene           | Who I Am             | Inglese                      | Tommy Fredvang, Lars Horn Lavik, Robin Sharma, Glenn Lyse |
| Stina Talling                 | Elevate              | Inglese                      | Bård Mathias Bonsaksen, Hilda Stenmalm, Stina Talling, Eirik Hella, Monika Engeseth                                                                                                |
| Tix                           | Fallen Angel         | Inglese                      | Andreas Haukeland, Emelie Hollow, Mathias Haukeland |
| Tix                           | Ut av mørket         | Norvegese                    | Andreas Haukeland, Emelie Hollow, Mathias Haukeland |
| TuVeia                        | Bli med meg på gar'n | Norvegese                    | Kristian Galaaen Bredalslien, Roar Galaaen Bredalslien, Bendik Johnsen, Torgeir Ryssevik, Carl-Henrik Wahl, Jonas Holteberg Jensen, Sindre Timberlid Jenssen, Sarah A. V. Johnston |

## Semifinali

### Prima semifinale
La prima semifinale si è svolta il 16 gennaio 2021. I partecipanti sono stati rivelati durante una conferenza stampa l'11 gennaio. Stina Talling ed i Blåsemafian feat. Hazel	hanno vinto i duelli rispettivamente contro Beady Belle e Jorn, mentre nel duello finale i Blåsemafian feat. Hazel sono risultati vincitori.
|  | Primo round                       | Primo round                       |           |  | Secondo round         | Secondo round | Secondo round |
|  |                                   |                                   |           |  |                       |               |               |
|  |                                   |                                   |           |  |                       |               |               |
|  | Stina Talling Elevate             | Qualificata                       |           |  |                       |               |               |
|  | Beady Belle Playing with Fire     | Eliminata                         |           |  |                       |               |               |
|  |                                   |                                   |           |  |                       |               |               |
|  |                                   |                                   |           |  |                       |               |               |
|  |                                   |                                   |           |  | Stina Talling Elevate | Eliminata     |               |
|  |                                   | Blåsemafian feat. Hazel Let Loose | Finalisti |  |                       |               |               |
|  |                                   |                                   |           |  |                       |               |               |
|  |                                   |                                   |           |  |                       |               |               |
|  |                                   |                                   |           |  |                       |               |               |
|  |                                   |                                   |           |  |                       |               |               |
|  | Jorn Faith Bloody Faith           | Eliminato                         |           |  |                       |               |               |
|  | Blåsemafian feat. Hazel Let Loose | Qualificati                       |           |  |                       |               |               |

Come parte degli artisti pre-qualificati per la finale, in questa semifinale si sono esibiti:
| Artista | Titolo       | Status          |
| ------- | ------------ | --------------- |
| Keiino  | Monument     | Pre-qualificati |
| Tix     | Ut av mørket | Pre-qualificato |

### Seconda semifinale
La seconda semifinale si è svolta il 23 gennaio 2021. I partecipanti sono stati rivelati durante una conferenza stampa il 18 gennaio. Daniel Owen e Raylee hanno vinto i duelli rispettivamente contro Ketil Stokkan e Maria Solheim, mentre nel duello finale Raylee è risultata vincitrice.
|  | Primo round                 | Primo round |           |  | Secondo round      | Secondo round | Secondo round |
|  |                             |             |           |  |                    |               |               |
|  |                             |             |           |  |                    |               |               |
|  | Ketil Stokkan My Life Is OK | Eliminato   |           |  |                    |               |               |
|  | Daniel Owen Psycho          | Qualificato |           |  |                    |               |               |
|  |                             |             |           |  |                    |               |               |
|  |                             |             |           |  |                    |               |               |
|  |                             |             |           |  | Daniel Owen Psycho | Eliminato     |               |
|  |                             | Raylee Hero | Finalista |  |                    |               |               |
|  |                             |             |           |  |                    |               |               |
|  |                             |             |           |  |                    |               |               |
|  |                             |             |           |  |                    |               |               |
|  |                             |             |           |  |                    |               |               |
|  | Raylee Hero                 | Qualificata |           |  |                    |               |               |
|  | Maria Solheim Nordlyset     | Eliminata   |           |  |                    |               |               |

Come parte degli artisti pre-qualificati per la finale, in questa semifinale si sono esibiti:
| Artista             | Titolo        | Status          |
| ------------------- | ------------- | --------------- |
| Stavangerkameratene | Barndomsgater | Pre-qualificati |

### Terza semifinale
La terza semifinale si è svolta il 30 gennaio 2021. I partecipanti sono stati rivelati durante una conferenza stampa il 25 gennaio. Big Daddy Karsten e Emmy hanno vinto i duelli rispettivamente contro Dinaye e Ola Hartz, mentre nel duello finale Emmy è risultata vincitrice.
|  | Primo round             | Primo round      |           |  | Secondo round           | Secondo round | Secondo round |
|  |                         |                  |           |  |                         |               |               |
|  |                         |                  |           |  |                         |               |               |
|  | Dinaye Own Yourself     | Eliminata        |           |  |                         |               |               |
|  | Big Daddy Karsten Smile | Qualificato      |           |  |                         |               |               |
|  |                         |                  |           |  |                         |               |               |
|  |                         |                  |           |  |                         |               |               |
|  |                         |                  |           |  | Big Daddy Karsten Smile | Eliminato     |               |
|  |                         | Emmy Witch Woods | Finalista |  |                         |               |               |
|  |                         |                  |           |  |                         |               |               |
|  |                         |                  |           |  |                         |               |               |
|  |                         |                  |           |  |                         |               |               |
|  |                         |                  |           |  |                         |               |               |
|  | Emmy Witch Woods        | Qualificata      |           |  |                         |               |               |
|  | Ola Hartz Vi er Norge   | Eliminato        |           |  |                         |               |               |

Come parte degli artisti pre-qualificati per la finale, in questa semifinale si è esibita:
| Artista   | Titolo     | Status          |
| --------- | ---------- | --------------- |
| Kaja Rode | Feel Again | Pre-qualificata |

### Quarta semifinale
La quarta semifinale si è svolta il 6 febbraio 2021. I partecipanti sono stati rivelati durante una conferenza stampa il 1º febbraio. Marianne Petha & Mikkel Gaup e KiiM hanno vinto i duelli rispettivamente contro Landeveiens Helter e Royane, mentre nel duello finale KiiM è risultato vincitore.
|  | Primo round                        | Primo round          |           |  | Secondo round                      | Secondo round | Secondo round |
|  |                                    |                      |           |  |                                    |               |               |
|  |                                    |                      |           |  |                                    |               |               |
|  | Marianne Petha & Mikkel Gaup Pages | Qualificati          |           |  |                                    |               |               |
|  | Landeveiens Helter Alt det der     | Eliminati            |           |  |                                    |               |               |
|  |                                    |                      |           |  |                                    |               |               |
|  |                                    |                      |           |  |                                    |               |               |
|  |                                    |                      |           |  | Marianne Petha & Mikkel Gaup Pages | Eliminati     |               |
|  |                                    | KiiM My Lonely Voice | Finalista |  |                                    |               |               |
|  |                                    |                      |           |  |                                    |               |               |
|  |                                    |                      |           |  |                                    |               |               |
|  |                                    |                      |           |  |                                    |               |               |
|  |                                    |                      |           |  |                                    |               |               |
|  | KiiM My Lonely Voice               | Qualificato          |           |  |                                    |               |               |
|  | Royane Circus                      | Eliminata            |           |  |                                    |               |               |

Come parte degli artisti pre-qualificati per la finale, in questa semifinale si è esibito:
| Artista        | Titolo        | Status          |
| -------------- | ------------- | --------------- |
| Atle Pettersen | World on Fire | Pre-qualificata |

### Quinta semifinale
La quinta semifinale si è svolta il 13 febbraio 2021. I partecipanti sono stati rivelati durante una conferenza stampa l'8 febbraio. I River e Imerika hanno vinto i duelli rispettivamente contro i TuVeia e Ane.Fin, mentre nel duello finale Imerika è risultata vincitrice.
|  | Primo round                 | Primo round            |           |  | Secondo round     | Secondo round | Secondo round |
|  |                             |                        |           |  |                   |               |               |
|  |                             |                        |           |  |                   |               |               |
|  | TuVeia Bli med meg på gar'n | Eliminati              |           |  |                   |               |               |
|  | River Coming Home           | Qualificato            |           |  |                   |               |               |
|  |                             |                        |           |  |                   |               |               |
|  |                             |                        |           |  |                   |               |               |
|  |                             |                        |           |  | River Coming Home | Eliminato     |               |
|  |                             | Imerika I Can't Escape | Finalista |  |                   |               |               |
|  |                             |                        |           |  |                   |               |               |
|  |                             |                        |           |  |                   |               |               |
|  |                             |                        |           |  |                   |               |               |
|  |                             |                        |           |  |                   |               |               |
|  | Ane.Fin Walking in My Sleep | Eliminati              |           |  |                   |               |               |
|  | Imerika I Can't Escape      | Qualificata            |           |  |                   |               |               |

Come parte degli artisti pre-qualificati per la finale, in questa semifinale si è esibito:
| Artista        | Titolo         | Status          |
| -------------- | -------------- | --------------- |
| Rein Alexander | Eyes Wide Open | Pre-qualificato |

## Ripescaggio
Il ripescaggio si è tenuto il 15 febbraio 2021, dove è stato selezionato l'ultimo finalista tra tutti gli artisti eliminati durante le cinque precedenti semifinali.
Ad accedere alla finale è stato Jorn con Faith Bloody Faith.
| #  | Artista                      | Titolo               |
| -- | ---------------------------- | -------------------- |
| 1  | Beady Belle                  | Playing with Fire    |
| 2  | Jorn                         | Faith Bloody Faith   |
| 3  | Stina Talling                | Elevate              |
| 4  | Ketil Stokkan                | My Life Is OK        |
| 5  | Maria Solheim                | Nordlyset            |
| 6  | Daniel Owen                  | Psycho               |
| 7  | Dinaye                       | Own Yourself         |
| 8  | Ola Hartz                    | Vi er Norge          |
| 9  | Big Daddy Karsten            | Smile                |
| 10 | Landeveiens Helter           | Alt det der          |
| 11 | Royane                       | Circus               |
| 12 | Marianne Petha & Mikkel Gaup | Pages                |
| 13 | Ane.Fin                      | Walking in My Sleep  |
| 14 | TuVeia                       | Bli med meg på gar'n |
| 15 | River                        | Coming Home          |

## Finale
La finale si è tenuta il 20 febbraio 2021 presso l'Arena H3 di Fornebu.

### Prima fase
Nella prima fase, ove si esibiscono i dodici finalisti, il televoto ha promosso quattro artisti da far accedere alla fase successiva.
| #  | Artista                 | Titolo             |
| -- | ----------------------- | ------------------ |
| 1  | Atle Pettersen          | World on Fire      |
| 2  | Raylee                  | Hero               |
| 3  | Stavangerkameratene     | Who I Am           |
| 4  | KiiM                    | My Lonely Voice    |
| 5  | Blåsemafian feat. Hazel | Let Loose          |
| 6  | Emmy                    | Witch Woods        |
| 7  | Tix                     | Fallen Angel       |
| 8  | Kaja Rode               | Feel Again         |
| 9  | Rein Alexander          | Eyes Wide Open     |
| 10 | Imerika                 | I Can't Escape     |
| 11 | Keiino                  | Monument           |
| 12 | Jorn                    | Faith Bloody Faith |

### Seconda fase –Gold Final
Nella seconda fase, denominata Gold Final, il televoto ha selezionato i due artisti da far accedere alla fase finale.
| #  | Artista                 | Titolo             |
| -- | ----------------------- | ------------------ |
| 5  | Blåsemafian feat. Hazel | Let Loose          |
| 7  | Tix                     | Fallen Angel       |
| 11 | Keiino                  | Monument           |
| 12 | Jorn                    | Faith Bloody Faith |

### Fase finale –Gold Duel
Nell'ultima fase, nota anche come Gold Duel, il televoto, suddiviso nelle cinque regioni della Norvegia, ha decretato il vincitore tra i due superfinalisti.
| #  | Artista | Titolo       | Voti           | Voti        | Voti              | Voti           | Voti         | Voti    | Voti   | Posizione |
| #  | Artista | Titolo       | N. Meridionale | N. Centrale | N. Settentrionale | N. Occidentale | N. Orientale | Totale  | Totale | Posizione |
| -- | ------- | ------------ | -------------- | ----------- | ----------------- | -------------- | ------------ | ------- | ------ | --------- |
| 7  | Tix     | Fallen Angel | 36.996         | 46.937      | 28.105            | 82.105         | 185.104      | 380.033 | 57,49% | 1         |
| 11 | Keiino  | Monument     | 27.666         | 38.850      | 42.437            | 58.942         | 113.148      | 281.043 | 42,51% | 2         |